# Adler (Fábrica)
Adler, cuyo nombre en español significa "Águila", fue una fábrica alemana que durante más de 40 años, entre 1900 y 1941, construyó máquinas de escribir, calculadoras mecánicas, máquinas de coser, bicicletas, motocicletas, significándose especialmente por sus automóviles.
Los vehículos Adler se caracterizaron por ser automóviles muy fiables y por disponer de un amplio catálogo de modelos: desde el clásico utilitario hasta automóviles de gran cilindrada, llegando a alcanzar algunos de sus modelos los 7500cc.

## Historia

Adler 4 1/2HP Vis-à-vis, del 1901.

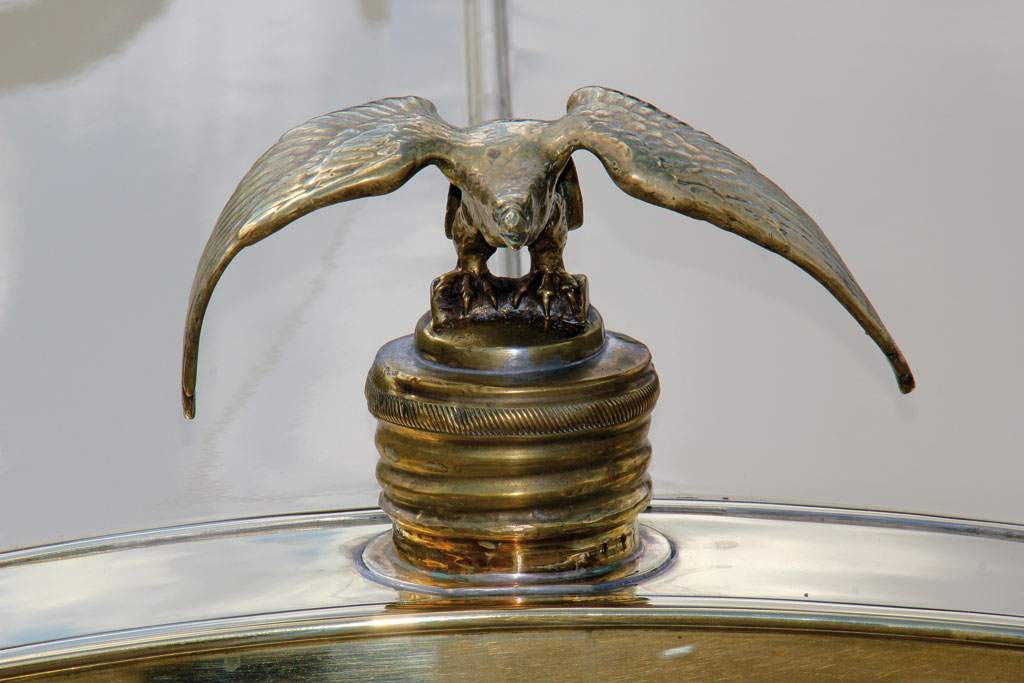
Águila de Adler.

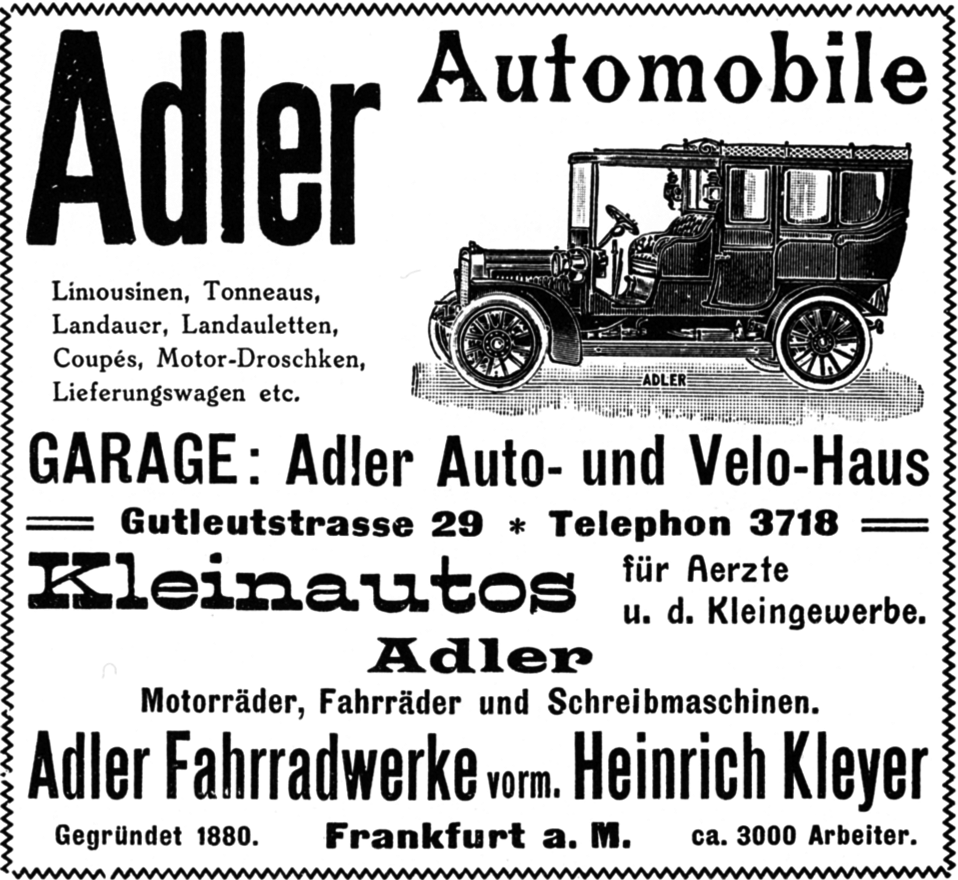
Anuncio de los vehículos Adler en 1907.

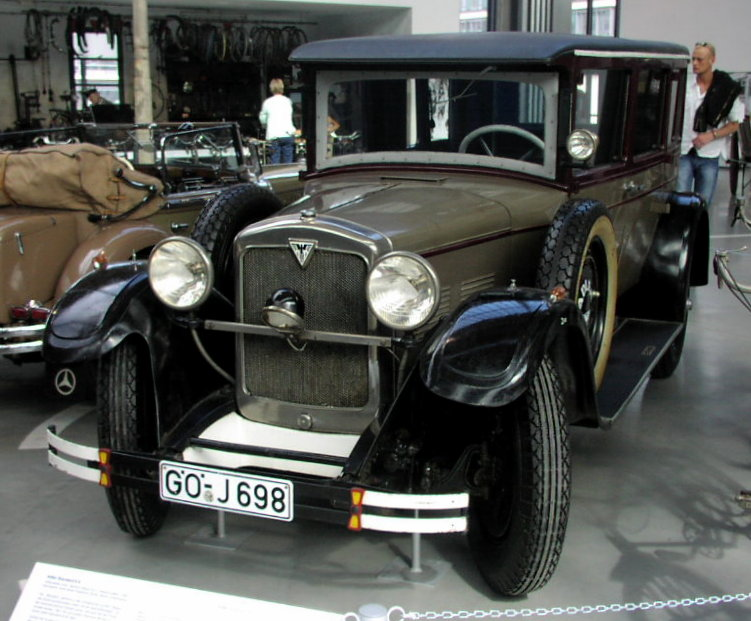
Adler Standard 6, el modelo de auto que Clärenore Stinnes manejó en su visita alrededor del mundo.

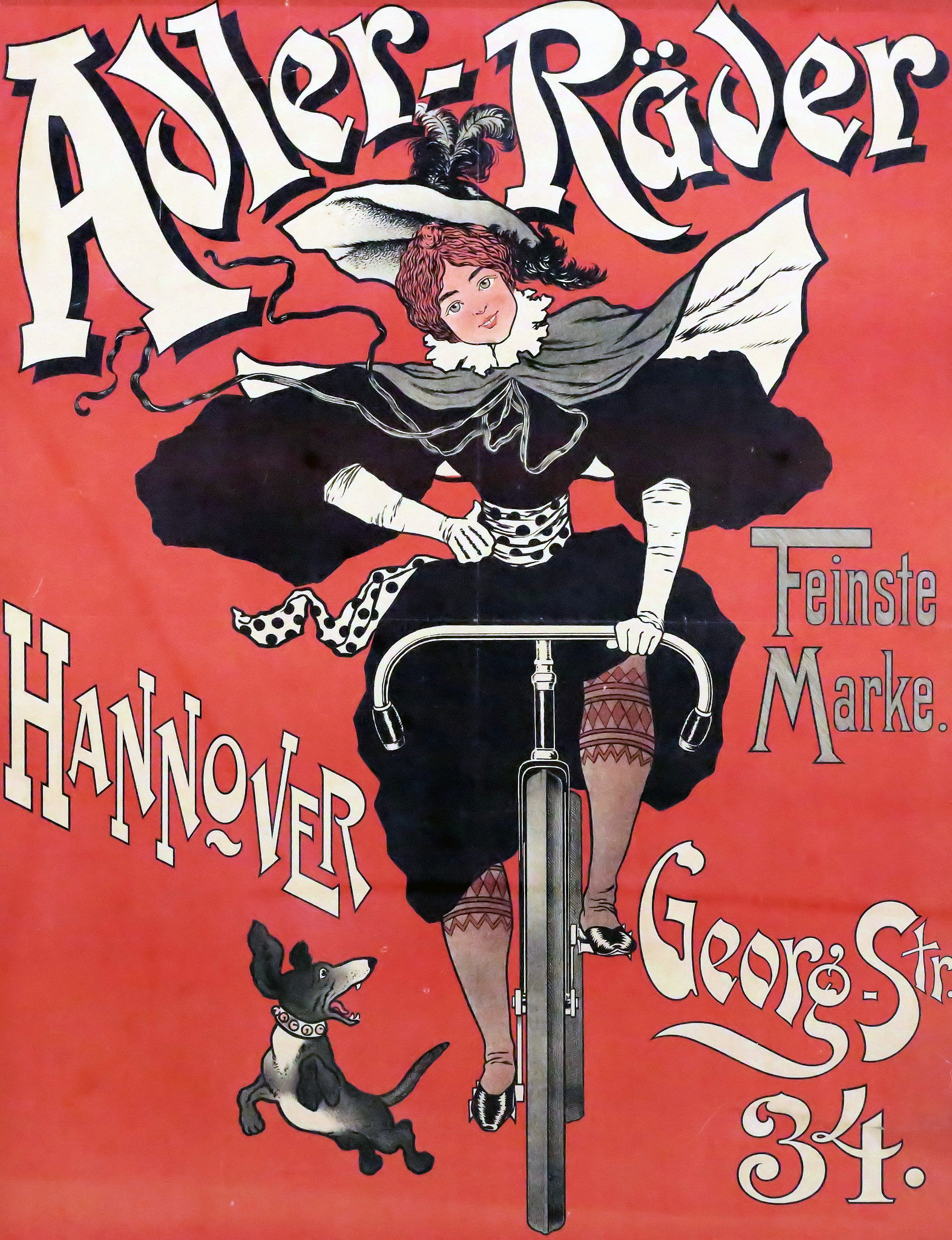
Mujer en bicicleta Adler (Póster publicitario de alrededor del 1900)

Los primeros automóviles Adler estaban fabricados con motores De Dion-Bouton y a partir de 1902 con motores propios de cuatro cilindros.
Pilotados por los hijos de Erwin y de Otto Kleyer de Heinrich Kleyer, el fundador de Adler, y por Alfred Theves, estos coches ganaron muchos premios en competiciones.
Los modelos más populares de los años 20, eran los de 1550cc, 2298cc, y 4700cc de cuatro cilindros y 2580cc de seis cilindros.
Posteriormente aparecieron modelos con motores de 8 cilindros (2916cc) y 6 cilindros (3887cc).
En los años 30 tuvieron mucho protagonismo los modelos con motores de 995cc (Trumpf-Menor).
El Adler Trumpf comparte con el francés Citroën Tracción, la histórica incorporación de la tracción delantera. La caja de cambios situada delante del motor representó para la época una extravagancia al dar la sensación de un vehículo con un motor grande y potente al tener por lógica un capo muy voluminoso que ocultaba un motor de 1000 cc. La suspensión por barras de torsión de que iba dotado fue diseñada por el célebre Ferdinand Porsche, diseñador del popular Volkswagen y de los coches de su nombre cuya fama llega a nuestros días.
En 1934 apareció una versión Júnior, con un motor de 995 cc del que se fabricaron 78.693 unidades hasta el año 1941.Una versión deportiva obtuvo importantes éxitos deportivos, principalmente en las carreras de largo recorrido. (Carrera Internacional de los Alpes de 1933) Se lanzó una pequeña serie comercial de esa versión biplaza deportiva con un motor de 45 CV que alcanzaba 115 km. /hora. 
Con los motores de 1494cc y 1645cc de 4 cilindros, conquistaron muchos éxitos en las carreras, incluyendo las 24 Horas de Le Mans.
Más tarde aparecieron los modelos: "Favorit" de 1943cc, el 6 cilindros "Diplomata" con 2916cc y el 4 cilindros de 1910cc, y en 1937 un modelo de 6 cilindros y 2494cc con la carrocería parcialmente aerodinámica (Rennlimousine).
Posteriormente aparecieron otros modelos, hasta que a partir de la Segunda Guerra Mundial se abandona la producción de automóviles para dedicarse por entero a la producción de motocicletas.
Como muestra de su importancia hay que señalar que el mismo Kaiser Guillermo II mandó a construir para sí, como coche oficial, una versión especial del 40/50 CV.
Después de la Segunda Guerra Mundial, se tomó la decisión de no seguir la construcción de sus automóviles. La producción de motocicletas se reanudó en 1949 y continuó durante ocho años, dando lugar a la producción de la MB 250S. Como parte de las reparaciones de guerra a los aliados, los diseños de motocicletas Adler fueron cedidos a Gran Bretaña.
En 1929, Triumph, cuando la Gran Depresión era vigente, vendió su subsidiaria alemana como una compañía separada y de propiedad independiente, que luego se fusionó con la compañía Adler para convertirse en Triumph-Adler Company, y fue adquirida por Grundig en 1957, y luego por Olivetti. En 1993, Olivetti vendió Adlerwerke AG (Adler), que todavía cotiza en bolsa.

### Modelos de Autos
| Tipo                  | Año de la Fabricación | Capacidad | Potencia                | Velocidad máxima                    |
| --------------------- | --------------------- | --------- | ----------------------- | ----------------------------------- |
| Vis-à-Vis             | 1900–1903             | 400 cc    | 2,6 kW (3,5 PS)         | 30 km/h (19 mph)                    |
| 45 CV (33 kW; 44 HP)  | 1900–1903             | 510 cc    | 3,3 kW (4,5 PS)         | 35 km/h (22 mph)                    |
| 8 CV (6 kW; 8 HP)     | 1901–1903             | 865 cc    | 5,9 kW (8 PS)           | 40 km/h (25 mph)                    |
| 24/28 PS              | 1904–1905             | 4,016 cc  | 20,6 kW (28 PS)         | 65 km/h (40 mph)                    |
| 8/12 (8/14) PS        | 1904–1906             | 2,008 cc  | 8,8–10,3 kW (12–14 PS)  | 50 km/h (31 mph)                    |
| 4/8 PS                | 1906–1907             | 1,032 cc  | 5,9 kW (8 PS)           | 55 km/h (34 mph)                    |
| 5/9 PS                | 1907–1909             | 1,134 cc  | 6,6 kW (9 PS)           | 60 km/h (37 mph)                    |
| 8/15 PS               | 1907–1910             | 2,011 cc  | 11 kW (15 PS)           | 55 km/h (34 mph)                    |
| 11/18 PS              | 1907–1910             | 2,799 cc  | 13,2 kW (18 PS)         | 55 km/h (34 mph)                    |
| 23/50 PS              | 1909–1912             | 5,800 cc  | 42,6 kW (58 PS)         |                                     |
| 19/45 PS              | 1909–1912             | 4,840 cc  | 35 kW (48 PS)           |                                     |
| 13/30 PS              | 1909–1912             | 3,180 cc  | 25,7 kW (35 PS)         |                                     |
| 10/28 PS              | 1909–1912             | 2,612 cc  | 22 kW (30 PS)           |                                     |
| K 7/15 PS             | 1910–1913             | 1,768 cc  | 11 kW (15 PS)           | 60 km/h (37 mph)                    |
| 30/70 PS              | 1911–1914             | 7,853 cc  | 51 kW (70 PS)           | 115 km/h (71 mph)                   |
| 35/80 PS              | 1911–1914             | 9,081 cc  | 62,5 kW (85 PS)         |                                     |
| K 5/13 PS             | 1911–1920             | 1,292 cc  | 9,6–10,3 kW (13–14 PS)  | 55 km/h (34 mph)                    |
| 20/50 PS              | 1912–1914             | 5,229 cc  | 40 kW (55 PS)           | 105 km/h (65 mph)                   |
| 15/40 PS              | 1913–1914             | 3,866 cc  | 33 kW (45 PS)           | 90 km/h (56 mph)                    |
| 9/24 PS               | 1913–1914             | 2,313 cc  | 17,6 kW (24 PS)         | 70 km/h (43 mph)                    |
| 25/55 PS              | 1913–1914             | 6,457 cc  | 44 kW (60 PS)           |                                     |
| KL 6/16 PS            | 1913–1920             | 1,551 cc  | 11,8 kW (16 PS)         | 60 km/h (37 mph)                    |
| 12/30 PS              | 1914                  | 3,115 cc  | 25,7 kW (35 PS)         |                                     |
| 9/24 (9/30) PS        | 1921–1924             | 2,298 cc  | 17,6–22 kW (24–30 PS)   | 65 km/h (40 mph)–75 km/h (47 mph)   |
| 12/34 (12/40) PS      | 1921–1924             | 3,115 cc  | 25–29 kW (34–40 PS)     | 85 km/h (53 mph)                    |
| 18/60 PS              | 1921–1924             | 4,712 cc  | 44 kW (60 PS)           | 100 km/h (62 mph)                   |
| 6/22 PS               | 1922–1923             | 1,550 cc  | 16 kW (22 PS)           | 75 km/h (47 mph)                    |
| 10/50 PS              | 1925–1927             | 2,580 cc  | 37 kW (50 PS)           | 90 km/h (56 mph)                    |
| 18/80 PS              | 1925–1927             | 4,704 cc  | 59 kW (80 PS)           | 100 km/h (62 mph)                   |
| 6/25 PS               | 1925–1928             | 1,550 cc  | 18 kW (25 PS)           | 80 km/h (50 mph)                    |
| Standard 6            | 1927–1928             | 2,540 cc  | 33 kW (45 PS)           | 85 km/h (53 mph)–90 km/h (56 mph)   |
| Standard 8            | 1928–1933             | 3,887 cc  | 51–59 kW (70–80 PS)     | 100 km/h (62 mph)–105 km/h (65 mph) |
| Standard 6 A/S        | 1928–1934             | 2,916 cc  | 37 kW (50 PS)           | 85 km/h (53 mph)–90 km/h (56 mph)   |
| Favorit               | 1929–1933             | 1,943 cc  | 25,7 kW (35 PS)         | 80 km/h (50 mph)                    |
| Primus 1,5 A          | 1932–1934             | 1,504 cc  | 23,5–24,2 kW (32–33 PS) | 90 km/h (56 mph)                    |
| Trumpf 1,5 AV         | 1932–1934             | 1,504 cc  | 23,5–24,2 kW (32–33 PS) | 95 km/h (59 mph)                    |
| Favorit 2U            | 1933–1934             | 1,943 cc  | 29 kW (40 PS)           | 90 km/h (56 mph)                    |
| Standard 6 3U         | 1933–1934             | 2,916 cc  | 44 kW (60 PS)           | 100 km/h (62 mph)                   |
| Achtzylinder          | 1933–1934             | 3,887 cc  | 59 kW (80 PS)           | 105 km/h (65 mph)                   |
| Trumpf Sport          | 1933–1935             | 1,645 cc  | 34,5 kW (47 PS)         | 115 km/h (71 mph)                   |
| Primus 1,7 A          | 1933–1936             | 1,645 cc  | 28 kW (38 PS)           | 95 km/h (59 mph)                    |
| Trumpf 1,7 AV         | 1933–1936             | 1,645 cc  | 28 kW (38 PS)           | 100 km/h (62 mph)                   |
| Diplomat              | 1934–1938             | 2,916 cc  | 44–48 kW (60–65 PS)     | 100 km/h (62 mph)–105 km/h (65 mph) |
| Trumpf Junior 1G/E    | 1934–1941             | 995 cc    | 18,4 kW (25 PS)         | 90 km/h (56 mph)                    |
| Trumpf Junior Sport   | 1935–1937             | 995 cc    | 20,6 kW (28 PS)         | 110 km/h (68 mph)                   |
| Trumpf 1,7 EV         | 1936–1938             | 1,645 cc  | 28 kW (38 PS)           | 102 km/h (63 mph)                   |
| Primus 1,7 E          | 1937–1938             | 1,645 cc  | 28 kW (38 PS)           | 100 km/h (62 mph)                   |
| Adler 2.5-litre       | 1937–1940             | 2,494 cc  | 42,6 kW (58 PS)         | 125 km/h (78 mph)                   |
| Adler 2.5-litre Sport | 1938–1939             | 2,494 cc  | 59 kW (80 PS)           | 150 km/h (93 mph)                   |
| 2 Liter               | 1938–1940             | 1,910 cc  | 33 kW (45 PS)           | 110 km/h (68 mph)                   |

### Modelos de Motocicletas

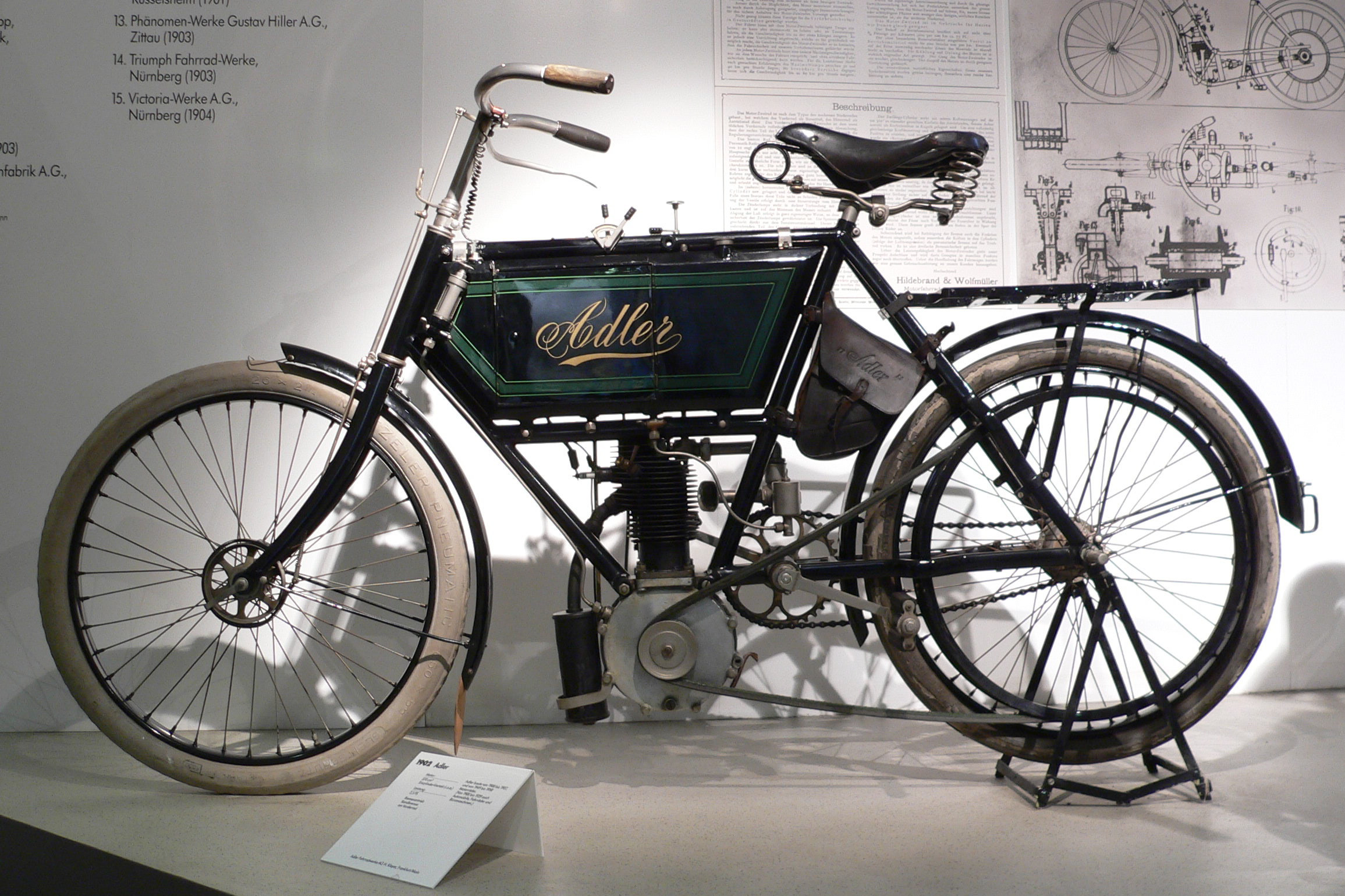
Moto Adler del año 1902.

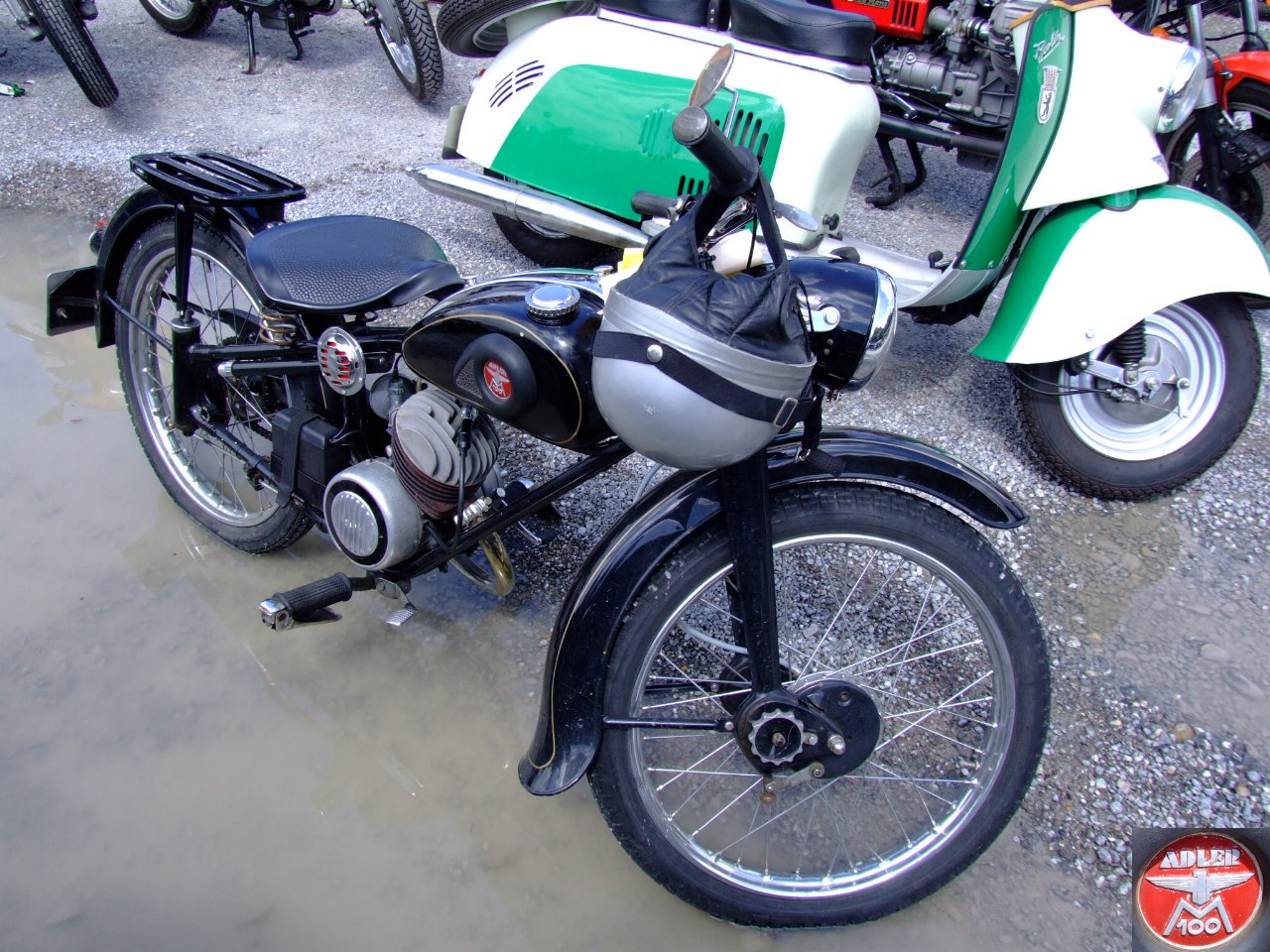
Moto Adler.

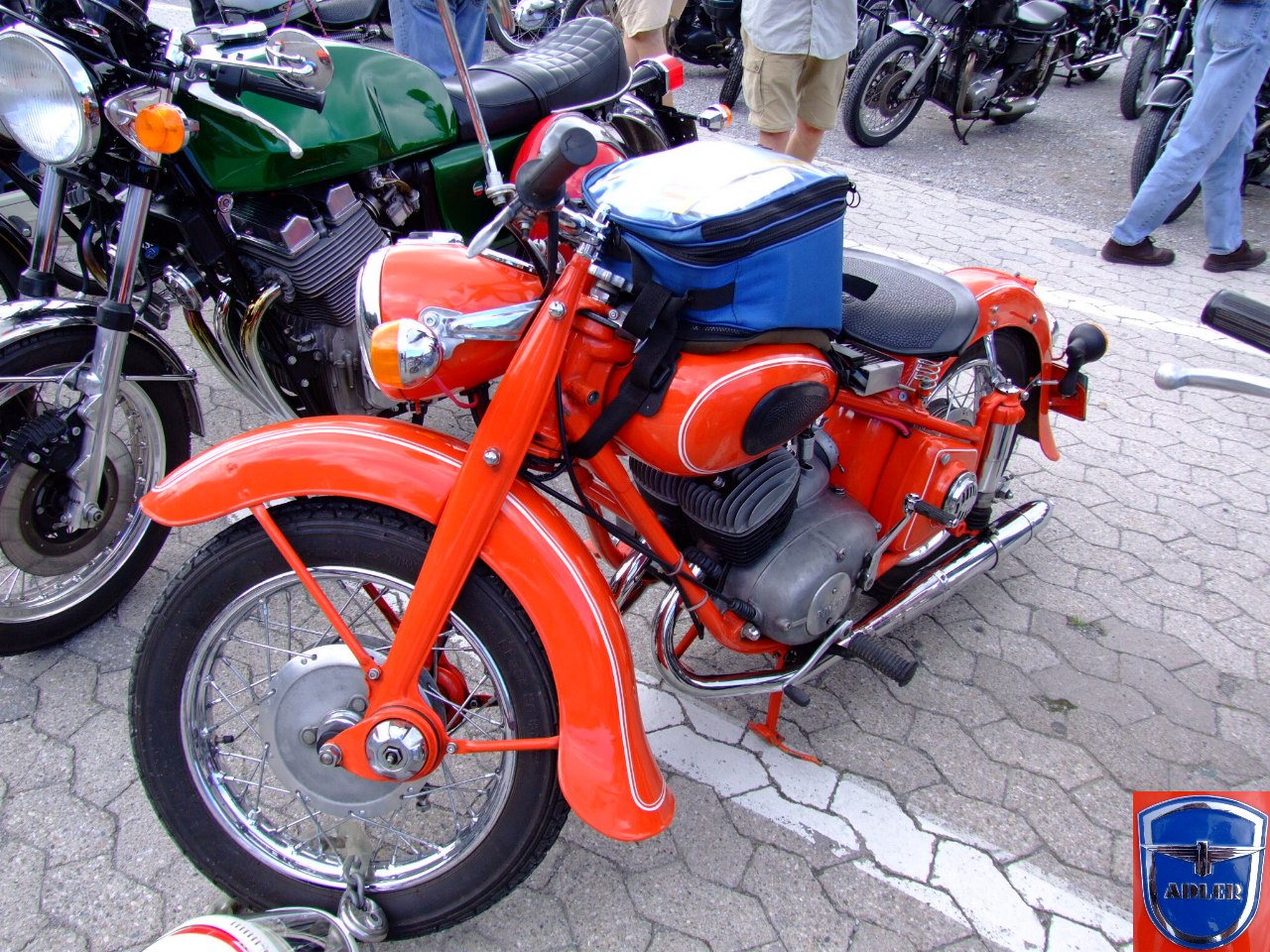
Moto Adler.

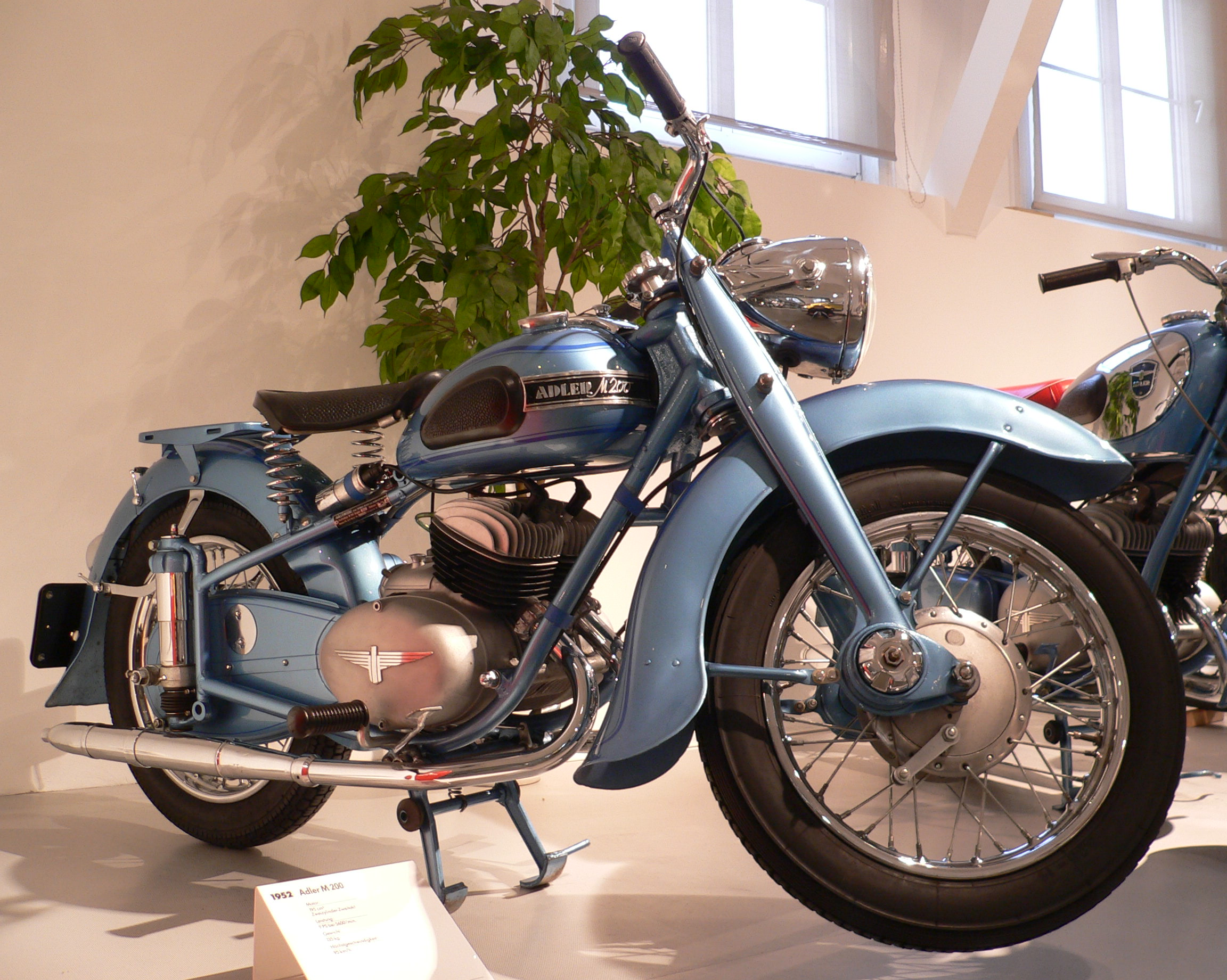
Moto Adler "M 200" de 1952 en un museo.

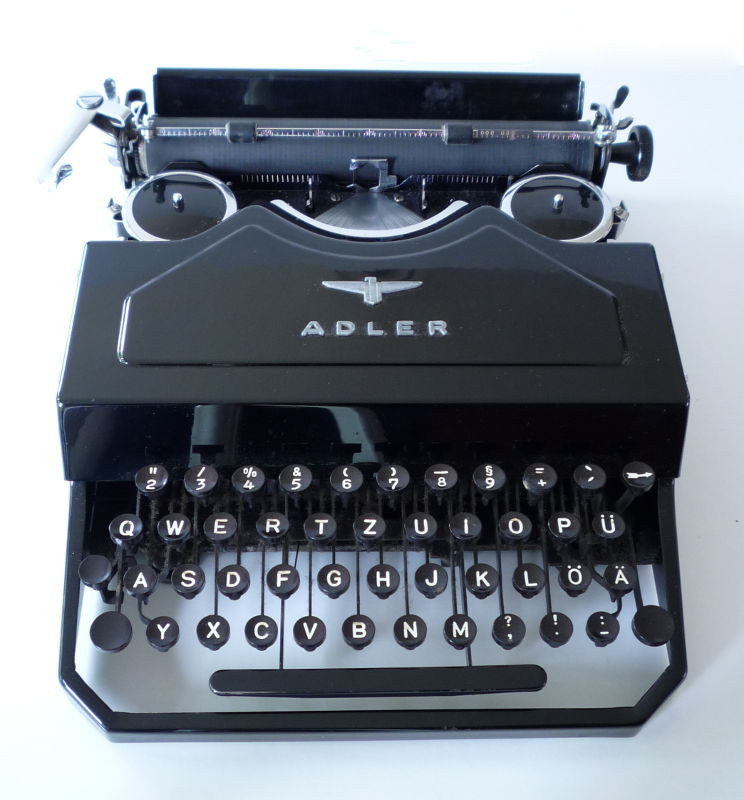
Máquina de escribir portátil Adler, de los años 30.

| Tipo                       | Año de la Fabricación         | Velocidad máxima                      |
| -------------------------- | ----------------------------- | ------------------------------------- |
| Modell 1 Modell 2 Modell 4 | 1902 1903 1904–1906           |                                       |
| Modell 8                   | 1905–1906                     |                                       |
| Modell 12                  | 1906–1907                     |                                       |
| Modell 9 Modell 17         | 1905–1906 1907–1908           |                                       |
| Modell 13                  | 1906                          |                                       |
| Modell 14                  | 1906–1907                     |                                       |
| Modell 10 Modell 18        | 1905–1906 1907–1908           |                                       |
| Modell 15                  | 1906                          |                                       |
| M 60                       | 1947–1948                     |                                       |
| M 100                      | 1949–1954 1954–1957           | 70 km/h 70 km/h; Con pasajero 60 km/h |
| M 125                      | 1952–1956                     | 80 km/h / 88 km/h                     |
| M 150 MB 150               | 1951–1953 1954–1956           | 95 km/h                               |
| M 2011 MB 201              | 1954–1956                     | 100 km/h                              |
| M 200 MB 200               | 1951–1953 1954–1957           | 95 km/h 101 km/h                      |
| M 250MB 250 Favorit        | 1952–1953 1954–1956 1956–1957 | 116,5 km/h                            |
| M 250S MB 250S Sprinter    | 1952–1953 1954–1956 1956–1957 | >120 km/h                             |

### Máquinas de Escribir
En cuanto a sus máquinas de escribir, estas tienen y tuvieron una gran relevancia, en la cultura popular también, por su fiabilidad y confianza entre los escritores. Teniendo modelos de manera tanto como nacional, como internacional, con teclados para el alemán, español, inglés, cirílico, etc. Adler tuvo sus últimos modelos en los años 90, las cuales eran máquinas de escribir eléctricas. Su razón de dejar de inventar modelos nuevos fue el claro reemplazo y ascendencia de las computadoras a la hora de escribir; aun así, el mercado y uso de las máquinas Adler sigue siendo vigente, aunque no se fabrican más. 
En el catálogo hay una inmensa variedad de modelos. Algunos de ellos han sido basándose en un "acuerdo" (por parte de la fusión) con Triumph, y es por eso que varios modelos son similares, de Adler y los de Triumph —hasta tienen el mismo nombre—, como es en el caso del modelo "Adler Gabriele 35" con el "Triumph Gabriele 35", los cuales son exactamente iguales. También por esa misma razón, en sus manuales de uso no aparecen las marcas, sino, solo el modelo de la máquina. La producción de máquinas de escribir se interrumpió finalmente en 1998. 

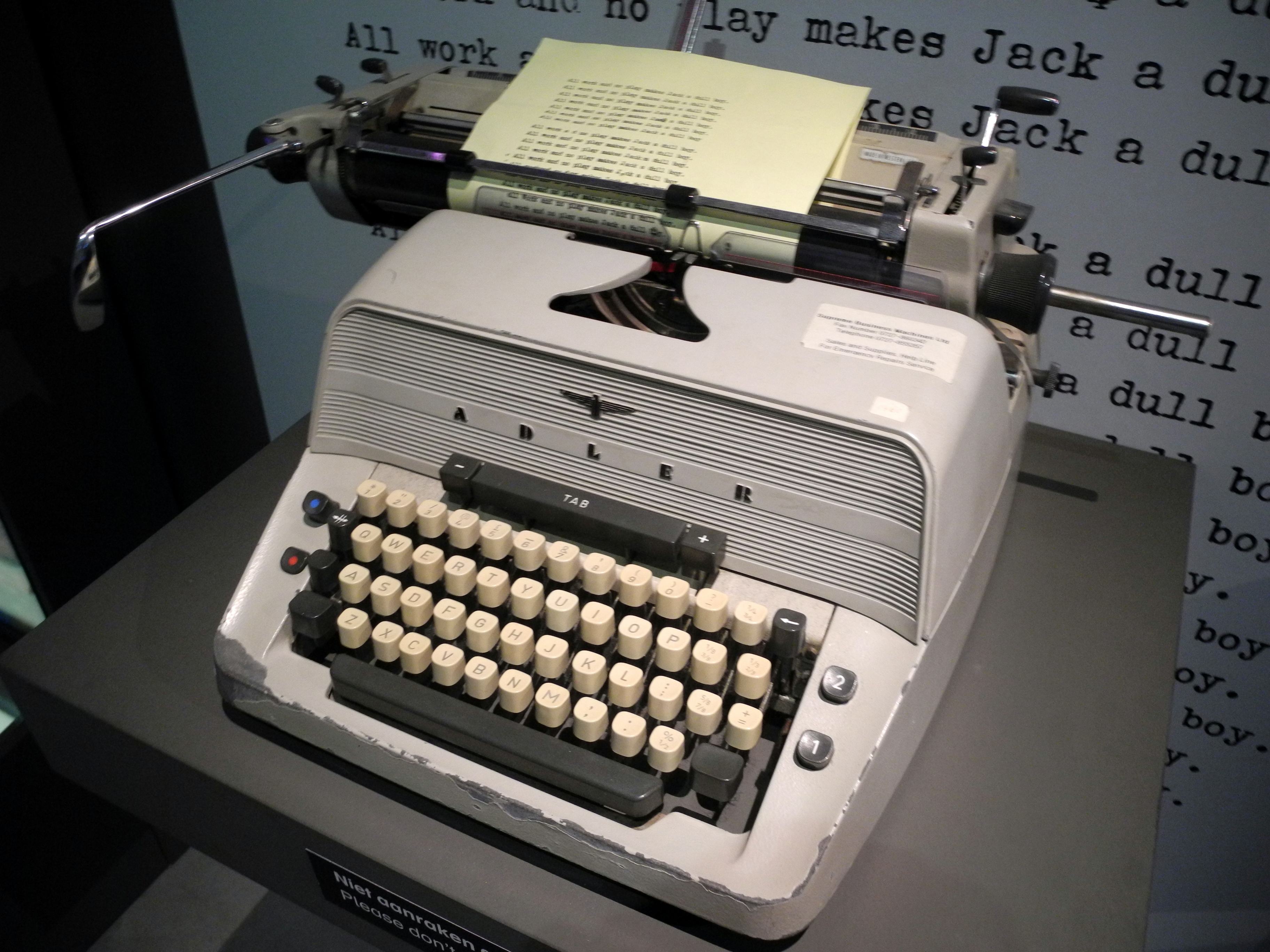
Adler Universal 39, de la película El Resplandor.

Algo que potenció algo de su fama y reconocimiento más allá de los escritores amateur y ya profesionales, fue su aparición en la película El Resplandor de Stanley Kubrick, siendo visto en las pantallas grandes de los años 80, el modelo de la máquina de escribir Adler Universal 39; resultando siendo algo mítico del cine clásico o de culto.